# Зандр

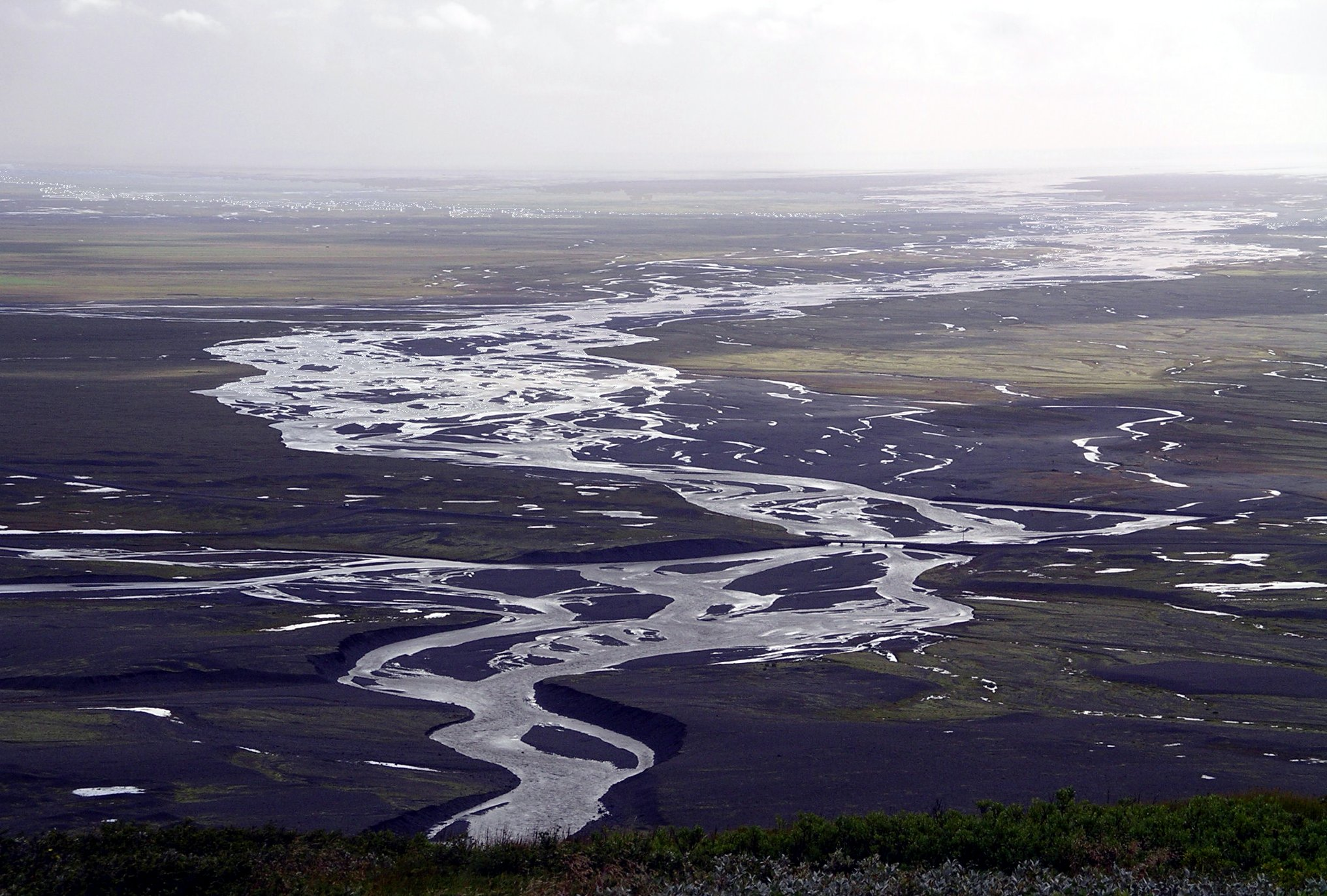
Зандр в Исландии, видимый с восточной окраины на конечной остановке ледника Свинафедльсйёкюдль

Зандр (происходит от исл. sandur (исландское произношение: [ˈsantʏr̥]) — «песок; песчаная местность») — пологая волнистая равнина, расположенная перед внешним краем конечных морен.
Принадлежит к внешней зоне ледникового комплекса.
Сложена слоистыми осадками ледниковых вод: галечниками, гравием, песками, являющимися продуктами перемывания морены, зандры представляют собой слившиеся пологие плоские конусы выноса большого радиуса (зандровные конусы, водораздельные зандры). К более поздним стадиям относятся долинные зандры, перекрывающие верхние речные террасы.

## Информация
Современные зандры встречаются у края ледников аляскинского типа и ледников Исландии. Особенно сильно шло образование зандров на равнинах во время покровных материковых оледенений в плейстоцене. В России зандры развиты в Мещерской и Западно-Сибирской низменностях.
Зандры древних оледенений обычно перекрыты покровными суглинками и потому плодородны, а зандры последнего оледенения лишены покровных суглинков и обычно покрыты сосновыми лесами.